# Trino
Trino là một đô thị ở tỉnh Vercelli trong vùng Piedmont thuộc Ý, có cự ly khoảng 50 km về phía đông bắc của Torino và khoảng 15 km về phía tây nam của Vercelli, tại chân đồi Montferrat.
Trino giáp các đô thị: Bianzè, Camino, Costanzana, Fontanetto Po, Livorno Ferraris, Morano sul Po, Palazzolo Vercellese, Ronsecco, và Tricerro.
Trino là nơi có Nhà máy điện hạt nhân Enrico Fermi.